# Dekanat Gdańsk-Przymorze
Dekanat Gdańsk Przymorze – jeden z 24 dekanatów katolickich archidiecezji gdańskiej. Obejmujący obszar gdańskich dzielnic: Żabianka – Wejhera – Jelitkowo – Tysiąclecia, Przymorze Małe, Przymorze Wielkie, Zaspa – Młyniec, Zaspa – Rozstaje. Dziekanem od 25 czerwca 2015 jest ks. kan. mgr Grzegorz Stolczyk – proboszcz parafii św. Brata Alberta w Gdańsku Przymorzu.

## Parafie
W skład dekanatu wchodzi 8 parafii:
1. Parafia Matki Bożej Fatimskiej w Gdańsku (Sanktuarium Matki Bożej Fatimskiej) – Gdańsk Żabianka, plac kard. Stefana Wyszyńskiego 1
2. Parafia Chrystusa Odkupiciela w Gdańsku – Gdańsk Żabianka, ul. Gdyńska 8
3. Parafia św. Apostołów Piotra i Pawła w Gdańsku – Gdańsk Jelitkowo, ul. Kapliczna 15
4. Parafia Najświętszej Maryi Panny Królowej Różańca Świętego w Gdańsku – Gdańsk Przymorze Małe, plac Najświętszej Maryi Panny 1
5. Parafia św. Józefa w Gdańsku – Gdańsk Przymorze Wielkie, ul. Jagiellońska 9
6. Parafia św. Brata Alberta w Gdańsku – Gdańsk Przymorze Wielkie, ul. Olsztyńska 2
7. Parafia Opatrzności Bożej w Gdańsku (Sanktuarium św. Jana Pawła II) – Gdańsk Zaspa–Rozstaje, al. Jana Pawła II 48
8. Parafia św. Kazimierza w Gdańsku – Gdańsk Zaspa–Młyniec, ul. Pilotów 1

## Sąsiednie dekanaty
Sopot, Gdańsk Oliwa, Gdańsk Wrzeszcz